# Akira Tozawa
Akira Tozawa (戸澤陽, Tozawa Akira, nascido em 22 de julho de 1985) é um lutador profissional japonês. Atualmente ele assinou contrato com a WWE, onde atua na marca Raw e é membro da Alpha Academy. Ele é ex-Campeão Peso Cruzador da WWE e Campeão 24/7 da WWE, ganhando este último título 16 vezes.
Antes de trabalhar para a WWE, ele teve uma temporada de doze anos no Dragon Gate, onde foi campeão do Open the Brave Gate, Open the Twin Gate, Open the Triangle Gate e Open the Owarai Gate e vencedor da Liga de Tag de Aventura de Verão de 2011 e 2012. Ele também é conhecido por sua excursão de um ano aos Estados Unidos, durante a qual se apresentou em promoções como Chikara, Dragon Gate USA e Pro Wrestling Guerrilla.

## Carreira na luta livre profissional

### Dragon Gate (2005–2010)
Tozawa foi o terceiro graduado do dojo Dragon Gate a estrear. Depois de estrear, ele passou por uma série de testes de 10 partidas, mas perdeu todas as 10 partidas e foi banido de volta ao dojo.
Tozawa retornou em outubro de 2005, juntando-se ao também novato Yuki Ono. Ele então se juntou a Vangelis, um lutador com truque de stripper nazista. Kenichiro Arai interveio, para grande ressentimento de Tozawa. Quando Tozawa derrotou Naruki Doi durante a Brave Gate League, Arai ofereceu-lhe uma vaga no estábulo M2K. Tozawa, no entanto, recusou e declarou sua intenção de administrar seu próprio estábulo, criando um estábulo chamado Tozawa-juku. Embora Tozawa-juku levasse seu nome, ele não era necessariamente o líder. Por causa de sua reputação nos bastidores como um encrenqueiro na época, ele era regularmente afastado dos shows, progredia pouco e estava muito abaixo de seus companheiros de grupo Taku Iwasa, Kenichiro Arai e até mesmo do colega encrenqueiro Ono na classificação.
Quando Ono experimentou popularidade e classificação graças a um enorme ganho de peso, Tozawa começou a crescer também, e ele e Ono formaram a dupla Metabolic Brothers dentro de Tozawa-juku. Eles descartaram as calças gakuran usadas pela unidade e usaram meias e botas prateadas. No entanto, as lesões de Ono impediram a equipe de qualquer grande sucesso.
Em 11 de julho de 2008, depois de fazer parceria com Ono por pouco mais de meio ano, ele apareceu em um show com suas calças gakuran e anunciou que, à luz do sucesso que os novos companheiros de estábulo Shinobu e El Generico haviam trazido para a unidade (além das constantes importunações de Iwasa e Arai), ele estava fazendo dieta. Depois de uma série de testes de dieta, onde ele realmente teve sucesso, ele desafiou corajosamente os Campeões do Open the Triangle Gate Masaaki Mochizuki, Don Fujii e Magnitude Kishiwada para uma luta pelo título contra ele, Iwasa e Arai em 16 de novembro. condição de que Tozawa-juku teria que se separar se seu time perdesse. Seu time perdeu a partida, encerrando a unidade, e ele e seus companheiros tiveram uma cerimônia de formatura.
Ele e Iwasa começaram a formar equipe com Shingo Takagi nas semanas seguintes e, em 19 de dezembro, ele apelou a Shingo para formar uma nova unidade com ele e Iwasa. Shingo concordou com isso. Em 11 de janeiro de 2009, Dragon Kid juntou-se a ele e aos outros, e Shingo deu à unidade o nome de Kamikaze. Tozawa participou do Torneio Batalha de Tóquio duas semanas depois e chegou à final antes de perder para Kagetora. Os destaques deste período foram um desafio do Campeonato Open the Brave Gate em 2009 contra Cima e uma partida "Loser is Banished to Dark Matches" em 5 de maio de 2010, contra o companheiro de equipe Kamikaze, Cyber Kong, que ele perdeu. Depois de perder para Kong, Tozawa deixou o Japão para uma longa turnê pelos Estados Unidos a partir de maio de 2010.

### WWE

#### 205 Live (2016–2019)
Em 31 de março de 2016, Tozawa foi anunciado como participante do torneio Global Cruiserweight Series da WWE, que mais tarde foi renomeado como "Cruiserweight Classic". O torneio começou em 23 de junho com Tozawa derrotando Kenneth Johnson em sua partida da primeira rodada. Em 14 de julho, Tozawa derrotou Jack Gallagher em sua partida da segunda rodada. Em 26 de agosto, Tozawa foi eliminado do torneio nas quartas de final pelo Gran Metalik.

## No wrestling
- Movimentos de finalização

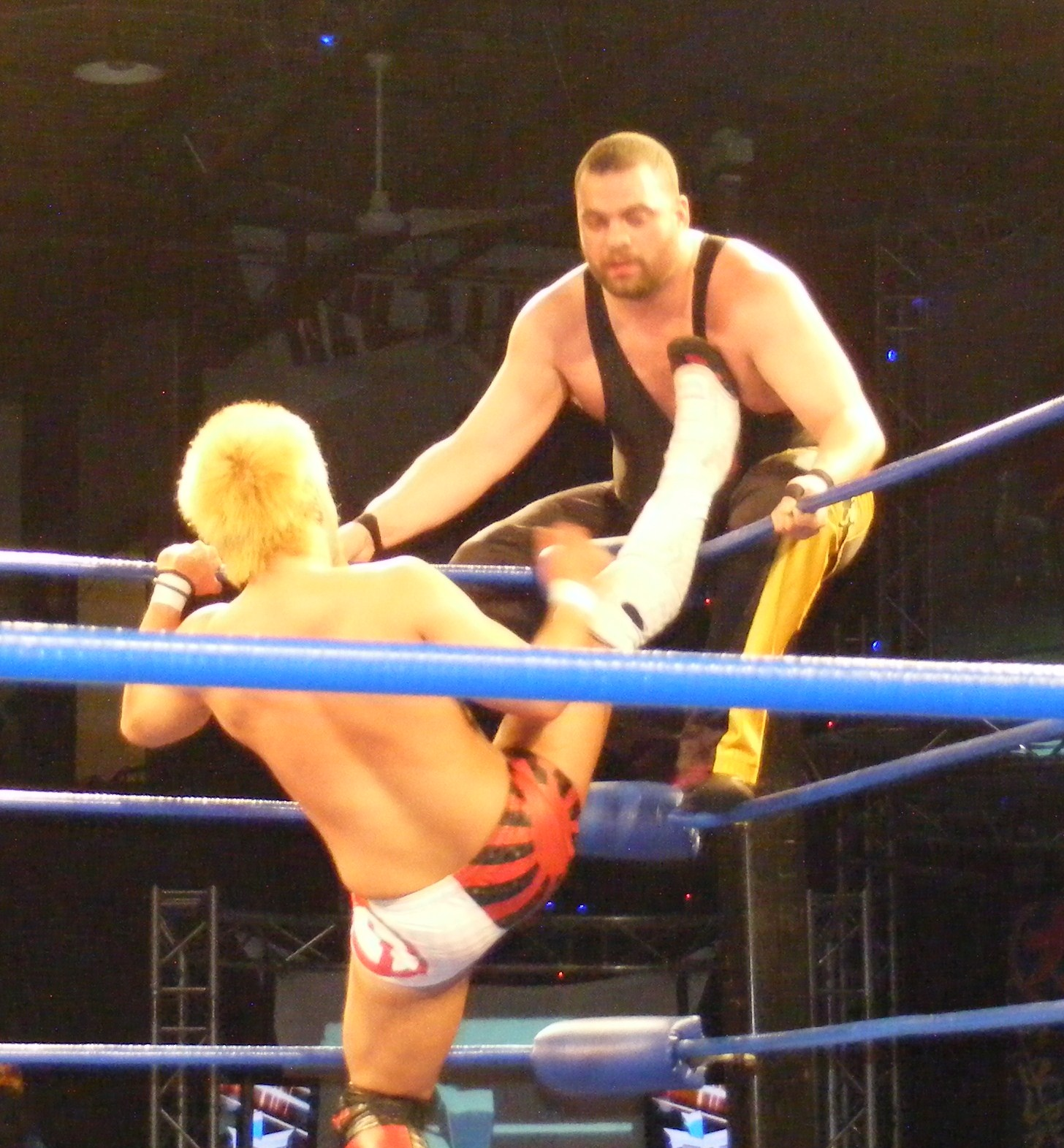
Tozawa atacando Eddie Kingston com um bicycle kick.

  - Bridging delayed Package German suplex,[1][12][13]
  - Tozawa Driver '07 (Sitout suplex slam)[14] – 2007
- Movimentos secundários
  - Aburaburoshiki Taigatame (Modified straddle pin)[14]
  - Apron Kara Tozawa / Tozawa from the Apron (Corre para a beirada do ringue, salta para o topo corda e, em seguida se joga em um diving headbutt)[1][12][15]
  - Ganki (Diving double knee drop para os ombros de um adversário em pé seguido de pin)[1][12]
  - High knee para um oponente sentado[16]
  - Hurray! Hurray! Tozawa! (Diving headbutt, com teatralidade)[14] – 2005–2008
  - Iwaki (Hip attack, como um contador para um adversário que se aproxima)[14]
  - Múltiplas variações de chute:
    - Bicycle,[17] às vezes em um oponente preso no canto do ringue
    - Drop,[16] às vezes para um oponente sentado
    - Discus enzuigiri[16]

  - Múltiplas variações de suplex
    - German,[16] às vezes da última corda[18]
    - Saito[4]
    - Super[19][20]
    - Tozawa Backdrop Hold (Bridging belly-to-back)[21][22]

  - Multiple suicide dives[17]
  - Rápidos knife-edged chops para um oponente cercado no canto do ringue[23][24][25]
  - Sankaigan Zanjyu (Senton, sometimes with a chair placed across the opponent's midsection)[14][18]
  - Senton bomb da borda do ringue para o lado de fora dele[17]
- Alcunhas
  - "Big Over"[26]
  - "Mr. High Tension"[1]
  - "Sun Of The Ring"[27]
- Temas de entrada
  - "Be Naked" por Neo Atomic Motor[1]

## Campeonatos e prêmios
- Anarchy Championship Wrestling
  - ACW U–30 Young Gun Championship (1 vez)[28]
- Dragon Gate
  - Open the Brave Gate Championship (1 vez)[29]
  - Open the Owarai Gate Championship (1 vez)[30]
  - Open the Triangle Gate Championship (2 vezes) – com BxB Hulk e Naoki Tanisaki[31] e Masato Yoshino e T-Hawk (1)
  - Open the Twin Gate Championship (3 vezes) – com BxB Hulk (2)[32] e Shingo Takagi (1)[33]
  - Summer Adventure Tag League (2011) – com BxB Hulk[34]
  - Summer Adventure Tag League (2012) – com BxB Hulk e Naoki Tanisaki[31]
- Pro Wrestling Illustrated
  - PWI colocou-o em #124 dos 500 melhores lutadores individuais na PWI 500 em 2012[35]
- WWE
  - WWE Cruiserweight Championship (1 vez)
  - WWE 24/7 Championship (4 vezesl)

### Recorde na Luchas de Apuestas
| Vencedor (aposta)     | Perdedor (aposta)            | Local         | Evento         | Data                | Notas             |
| --------------------- | ---------------------------- | ------------- | -------------- | ------------------- | ----------------- |
| Akira Tozawa (cabelo) | Super Shenlong III (máscara) | Tóquio, Japão | Evento ao vivo | 1 de agosto de 2013 | [ Nota 1 ] [ 36 ] |